# Villanueva de Cameros
Villanueva de Cameros település Spanyolországban, La Rioja autonóm közösségben.  Lakosainak száma 71 fő (2024).

## Népesség
A település népessége az elmúlt években az alábbi módon változott:
| Lakosok száma | 123  | 109  | 120  | 101  | 92   | 81   | 71   | 74   | 72   | 71   |
|               | 2001 | 2004 | 2007 | 2009 | 2012 | 2014 | 2017 | 2019 | 2022 | 2024 |